# حوزه انتخابیه دوم اوهایو
حوزه انتخابیه دوم اوهایو یک حوزه انتخابیه مجلس نمایندگان آمریکا است که در ایالت اوهایو قرار دارد.